# リージェント・カレッジ
リージェント・カレッジ(Regent College)は、カナダ西海岸・バンクーバーにある福音派の神学大学院。1968年設立。カナダの州立大学ブリティッシュコロンビア大学(UBC)の付属神学教育機関の一つであり、同大学に隣接している。　UBCの神学部のような位置づけにある神学大学である。
図書館（John Richard Allison Library）はカナダの主要神学図書館の一つである。また、UBCの図書館、他の付属神学大学図書館も利用することができる。牧師養成コースがあるものの、超教派のクリスチャンの信徒向けの学校として、牧師を志す者以外にも多くのクリスチャンが学んでいる。聖公会の司祭養成コースがある。著名な過去の教授として、ジェームズ・パッカー、ジェームズ・フーストン、ユージン・ピーターソン、ブルース・ウォーキー、ゴードン・フィーなどがいる。

## 所在
5800 University Blvd, Vancouver, BC V6T 2E4 カナダ